# Bruma
Armindo Tué Na Bangna, mer känd som Bruma, född 24 oktober 1994, är en portugisisk fotbollsspelare som spelar för Braga.

## Karriär
Den 28 juni 2019 värvades Bruma av PSV Eindhoven, där han skrev på ett femårskontrakt. Den 3 oktober 2020 lånades Bruma ut till grekiska Olympiakos på ett låneavtal över säsongen 2020/2021.
Den 16 juni 2022 lånades Bruma ut till turkiska Fenerbahçe på ett säsongslån. Den 20 januari 2023 blev han klar för en permanent övergång till klubben och skrev på ett 2,5-årskontrakt. Nio dagar senare lånades dock Bruma ut till Braga på ett låneavtal över resten av säsongen 2022/2023. Den 14 juni 2023 blev han klar för en permanent övergång till klubben och skrev på ett fyraårskontrakt.